# フレックス (企業)
フレックス（英語: Flex）は、シンガポールのEMS（Electronics Manufacturing Service）企業。2015年7月にフレクストロニクス (Flextronics) から社名を変更した。

## 概要
2008年度（2008年3月末会計年度）の売上は約360億米ドル（3兆6000億円）で、鴻海精密工業（FOXCONN）に次いでEMS企業世界第2位である。2008年度に業界2位のソレクトロンを買収し、従業員数は22万人となった。製造だけでなく製品設計も行う。シックス・シグマを実践し、日本のKAIZEN活動を取り入れたセル生産も取り入れながら、QACよりも高品質を達成しつつ、大幅なコスト削減を実行している。一方で急な増産体制に伴う製造品質低下や大量人材確保で人権問題も起こしている。
CEOはマイク・マクナマラ。
これまで製造を請け負ったものとしては
- マイクロソフトのXbox、Xbox 360
- ソニー・エリクソン・モバイルコミュニケーションズの携帯電話
- モトローラの携帯電話
- カシオのデジタルカメラ
- hpのインクジェットプリンタ（マレーシア工場）
- ゼロックスのコピー機（マレーシア工場）
- Palm
- B&O

等が有名である。他にも、多くの委託生産(EMS)、委託開発生産(ODM)を手がけており、日本企業の持たざる経営への転換にも大きく貢献している。

## 歴史
- 1965年 - アメリカで起業
- 1981年 - シンガポールに売却される
- 2002年5月 - カシオマレーシア、愛知カシオを買収
- 2004年8月 - フロッグデザインを買収
- 2006年8月 - イーストマンコダック社のデジタルカメラ製造部門を買収
- 2007年10月 - EMS企業としては世界第3位であるソレクトロン（英語版）を買収
- 2015年7月 - 会社名をFlextronicsからFlexに変更。[2]